# Balatonföldvár

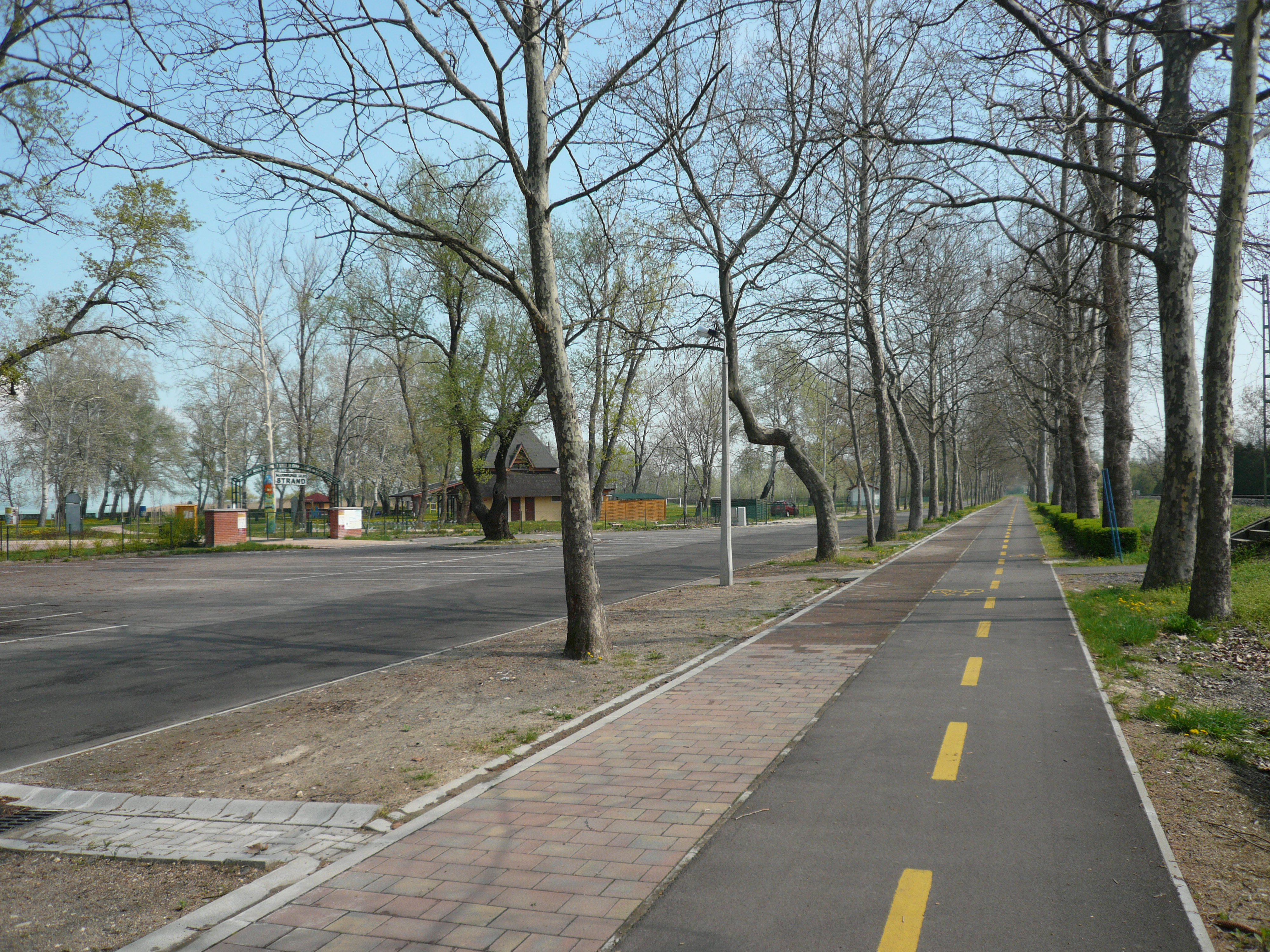
Ulice v Balatonföldváru

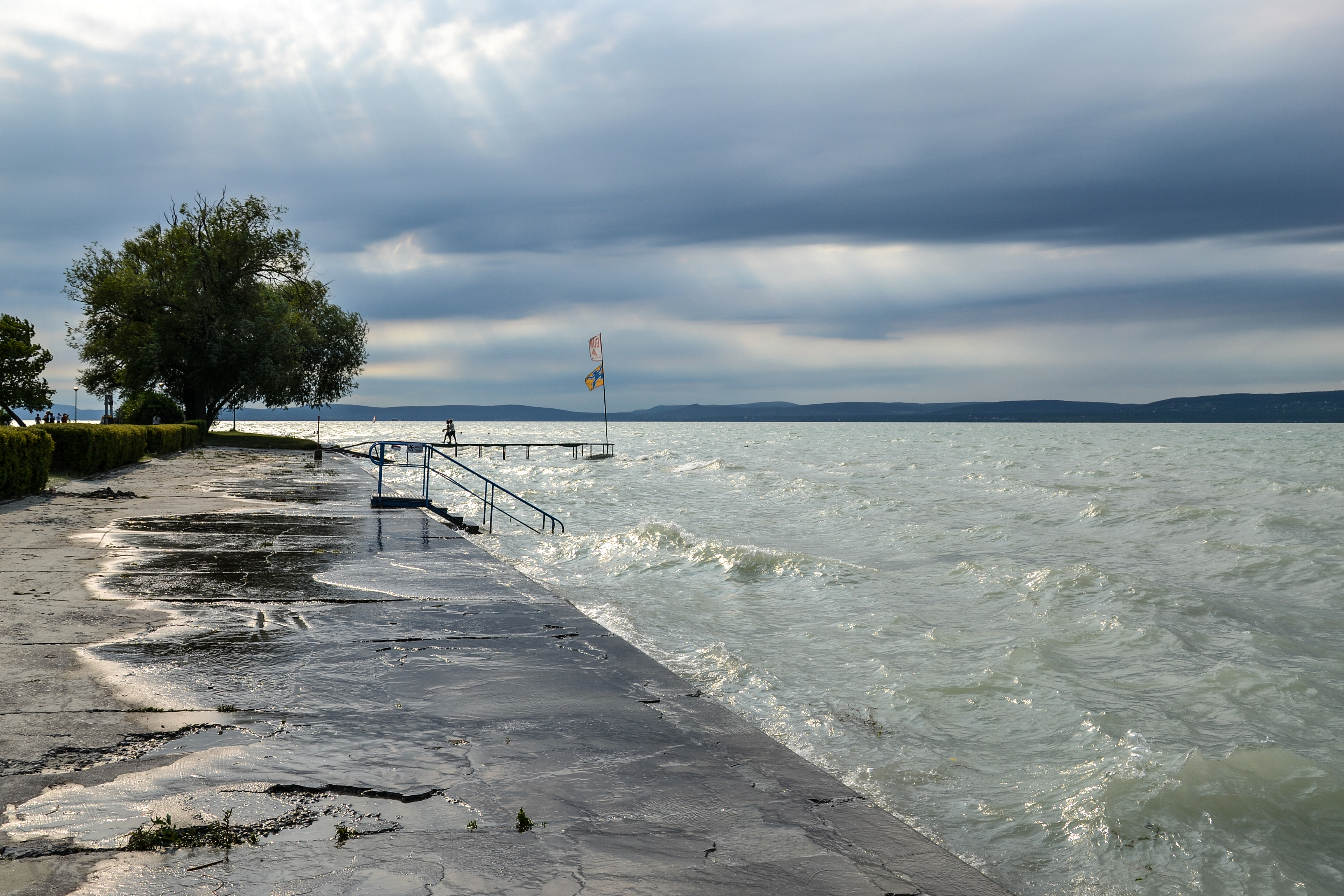
Pláž v Balatonföldváru

Balatonföldvár [balatonfeldvár] (srbsky Балатонфелдвар, Balatonfeldvar) je město a letovisko v Maďarsku v župě Somogy, spadající pod okres Siófok. Nachází se na jihovýchodním břehu jezera Balaton, asi 59 km severovýchodně od Kaposváru a asi 125 km jihozápadně od Budapešti, s níž je spojeno dálnicí M7. Do roku 2013 byl správním městem okresu Balatonföldvár, ten byl však zrušen a přidělen okresu Siófok. Žije zde přibližně 2 300 obyvatel. Podle statistik z roku 2011 zde byli Maďaři (81,3 %), Němci (4,1 %) a i malé menšiny (vždy po 0,2 % obyvatel města) Romů, Chorvatů a Rumunů. Název znamená "zemní hrad u Balatonu".
Nejbližšími městy jsou Balatonlelle, Tab a Zamárdi. Blízko jsou též obce Balatonszárszó, Kőröshegy a Szántód.